# Hirekonati, Hirekerur
Hirekonati là một làng thuộc tehsil Hirekerur, huyện Haveri, bang Karnataka, Ấn Độ.